# Sherwood Feliksdal
Sherwood Linden Feliksdal  (Paramaribo, 9 januari 1985) is een Nederlands-Surinaamse auteur. Haar bekendste werk is Sranan Odo’s uit 2014, een boek dat vooral tot doel heeft de cultuur van Surinaamse odo’s (spreekwoorden en gezegden) levendig te houden.
Voor kinderen van 2 tot 5 jaar schreef zij het kinderboek  Tessa en haar afootje, rond het meisje Dina dat probeert haar zieke overgrootmoeder (afootje, afo is overgrootouder in het Sranantongo) beter te maken.
In maart 2020 kwam haar derde boek Afrikaanse Babynamen en Etiquette bij Zwangerschap en Geboorte bij Boekscout uit.